# 圣维维安
圣维维安（法語：Saint-Vivien，法語發音：[sɛ̃ vivjɛ̃]）是法国滨海夏朗德省的一个市镇，位于该省西北部，属于拉罗谢尔区。

## 地理
圣维维安（46°4'46"N, 1°3'13"W）面积8.27 平方千米，位于法国新阿基坦大区滨海夏朗德省，该省份为法国西部滨海省份，北起旺代省，西临大西洋，南至吉倫特省，东南接多爾多涅省，东北接德塞夫勒省接壤，东临夏朗德省。
与圣维维安接壤的市镇（或旧市镇、城区）包括：沙泰拉永普拉日、滨海萨勒、泰雷、伊沃。

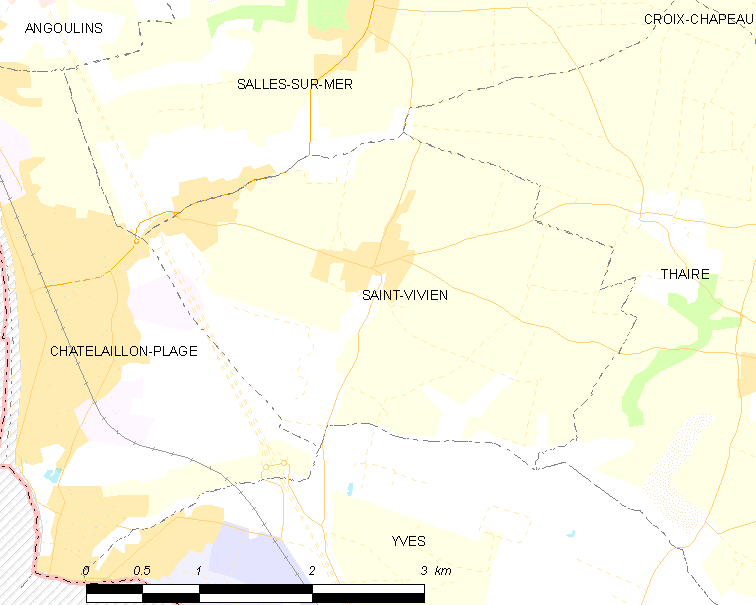
圣维维安的OSM定位图

圣维维安的时区为UTC+01:00、UTC+02:00（夏令时）。

## 行政
圣维维安的邮政编码为17220，INSEE市镇编码为17413。

## 政治
圣维维安所属的省级选区为沙泰拉永普拉日县。

## 人口

1962-2008年间圣维维安人口变化图示

圣维维安于2022年1月1日时的人口数量为1411人。